# Myer Bevan
Myer Stefan Major Bevan (Auckland, 23 aprile 1997) è un calciatore neozelandese, attaccante dell'Auckland City.

## Biografia
È in possesso della cittadinanza canadese grazie alle origini della sua famiglia.

## Carriera

### Club
Ha esordito tra i professionisti il 28 febbraio 2016, in quella che sarà la sua unica presenza con l'Auckland City, nella partita di campionato vinta per 4-1 contro il WaiBOP United.
Il 15 maggio 2017, dopo una stagione trascorsa nella Nike Academy, viene tesserato dai Vancouver Whitecaps II, club militante in USL Championship. Il 13 dicembre firma un contratto annuale, con opzione per i successivi tre anni, con i Vancouver Whitecaps.
Dopo aver giocato alcune partite con la squadra riserve dei Whitecaps nel 2017, a partire dal marzo 2018 è approdato in prestito nella terza serie svedese, all'Husqvarna.

### Nazionale
Ha giocato nelle nazionali giovanili neozelandesi Under-20 ed Under-23.
Ha debuttato con la nazionale maggiore neozelandese il 1º settembre 2017, in occasione della partita di andata, valida per le qualificazioni al Mondiale 2018, vinta per 6-1 contro le Isole Salomone. Ha segnato invece la prima rete nel match di ritorno, pareggiato per 2-2.

## Statistiche

### Cronologia presenze e reti in nazionale
| Cronologia completa delle presenze e delle reti in nazionale ― Nuova Zelanda | Cronologia completa delle presenze e delle reti in nazionale ― Nuova Zelanda | Cronologia completa delle presenze e delle reti in nazionale ― Nuova Zelanda | Cronologia completa delle presenze e delle reti in nazionale ― Nuova Zelanda | Cronologia completa delle presenze e delle reti in nazionale ― Nuova Zelanda | Cronologia completa delle presenze e delle reti in nazionale ― Nuova Zelanda | Cronologia completa delle presenze e delle reti in nazionale ― Nuova Zelanda | Cronologia completa delle presenze e delle reti in nazionale ― Nuova Zelanda |
| Data                                                                         | Città                                                                        | In casa                                                                      | Risultato                                                                    | Ospiti                                                                       | Competizione                                                                 | Reti                                                                         | Note                                                                         |
| ---------------------------------------------------------------------------- | ---------------------------------------------------------------------------- | ---------------------------------------------------------------------------- | ---------------------------------------------------------------------------- | ---------------------------------------------------------------------------- | ---------------------------------------------------------------------------- | ---------------------------------------------------------------------------- | ---------------------------------------------------------------------------- |
| 1-9-2017                                                                     | Auckland                                                                     | Nuova Zelanda                                                                | 6 – 1                                                                        | Isole Salomone                                                               | Qual. Mondiali 2018                                                          | -                                                                            | 74’                                                                          |
| 5-9-2017                                                                     | Honiara                                                                      | Isole Salomone                                                               | 2 – 2                                                                        | Nuova Zelanda                                                                | Qual. Mondiali 2018                                                          | 1                                                                            | 65’                                                                          |
| 24-3-2018                                                                    | San Pedro del Pinatar                                                        | Canada                                                                       | 1 – 0                                                                        | Nuova Zelanda                                                                | Amichevole                                                                   | -                                                                            | 59’                                                                          |
| 2-6-2018                                                                     | Mumbai                                                                       | Kenya                                                                        | 2 – 1                                                                        | Nuova Zelanda                                                                | Coppa Intercontinentale 2018 (India)                                         | -                                                                            | 46’                                                                          |
| 5-6-2018                                                                     | Mumbai                                                                       | Taipei cinese                                                                | 0 – 1                                                                        | Nuova Zelanda                                                                | Coppa Intercontinentale 2018 (India)                                         | 1                                                                            | 61’                                                                          |
| 7-6-2018                                                                     | Hyderabad                                                                    | India                                                                        | 1 – 2                                                                        | Nuova Zelanda                                                                | Coppa Intercontinentale 2018 (India)                                         | -                                                                            | 71’                                                                          |
| Totale                                                                       |                                                                              | Presenze                                                                     | 6                                                                            |                                                                              | Reti                                                                         | 2                                                                            |                                                                              |

## Palmarès

### Club

#### Competizioni nazionali
- Campionato neozelandese: 2

Auckland City: 2019-2020, 2024

#### Competizioni internazionali
- OFC Champions League: 3

Auckland City: 2016, 2024, 2025

### Individuale
- Capocannoniere del campionato neozelandese: 1

2019-2020 (13 gol)
- Capocannoniere della Canadian Premier League: 1

2023 (11 gol, alla pari con Ollie Bassett)